# Пленер, Эрнст фон
Эрнст фон Пленер (нем. Ernst Freiherr von Plener, 18 октября 1841 — 29 апреля 1923) — австро-венгерский государственный деятель, министр финансов Цислейтании, президент Верховной счетной палаты Австро-Венгрии. Представитель немецкого либерального крыла австрийской политической элиты. Барон (с 1908).

## Жизнь и карьера
Сын Игнаца фон Пленера (1810—1908), занимавшего в разные годы посты министра финансов и министра торговли Австрийской империи, исполняющего обязанности министр-президента Цислейтании в 1870.
Эрнст фон Пленер получил образование в Вене и Берлине. Поступил на дипломатическую службу, в 1865—1867 работал в посольстве во Франции, в 1867—1873 — в Великобритании.
В 1873 избран вместо отца членом Палаты депутатов Рейхсрата от торговой курии Эгера, присоединился к группе левых. Стал лидером немецких либералов, сменив в этом качестве Эдуарда Гербста. С 1888 лидер Объединенной левой немецкой партии.
В 1893—1895 занимал пост министра финансов в правительстве Виндишгреца, произвел реорганизацию монетного двора, добился введения персонального подоходного налога. В 1895 — 1918 — президент Верховной счетной палаты Австро-Венгрии. В 1900 назначен членом Палаты господ (Heerenhaus) Рейхсрата. Был членом Постоянной палаты третейского суда в Гааге. В 1908, после смерти отца, принял баронский титул. Выступал против введения в Цислейтании всеобщего избирательного права, опасаясь усиления влияния не-немецких политических групп.

## Награды и звания
- Доктор философии
- Кавалер Ордена железной короны I класса
- Кавалер Большого креста Австрийского ордена Леопольда
- Кавалер Ордена Красного орла 1-го класса
- Кавалер Ордена Почетного легиона

## Сочинения
- Die Englische Fabriksgesetzgebung (1871)
- Englische Baugenossenschaften (1873)
- Erinnerungen (Воспоминания, три тома, 1911-21)